# Náprstník vlnatý

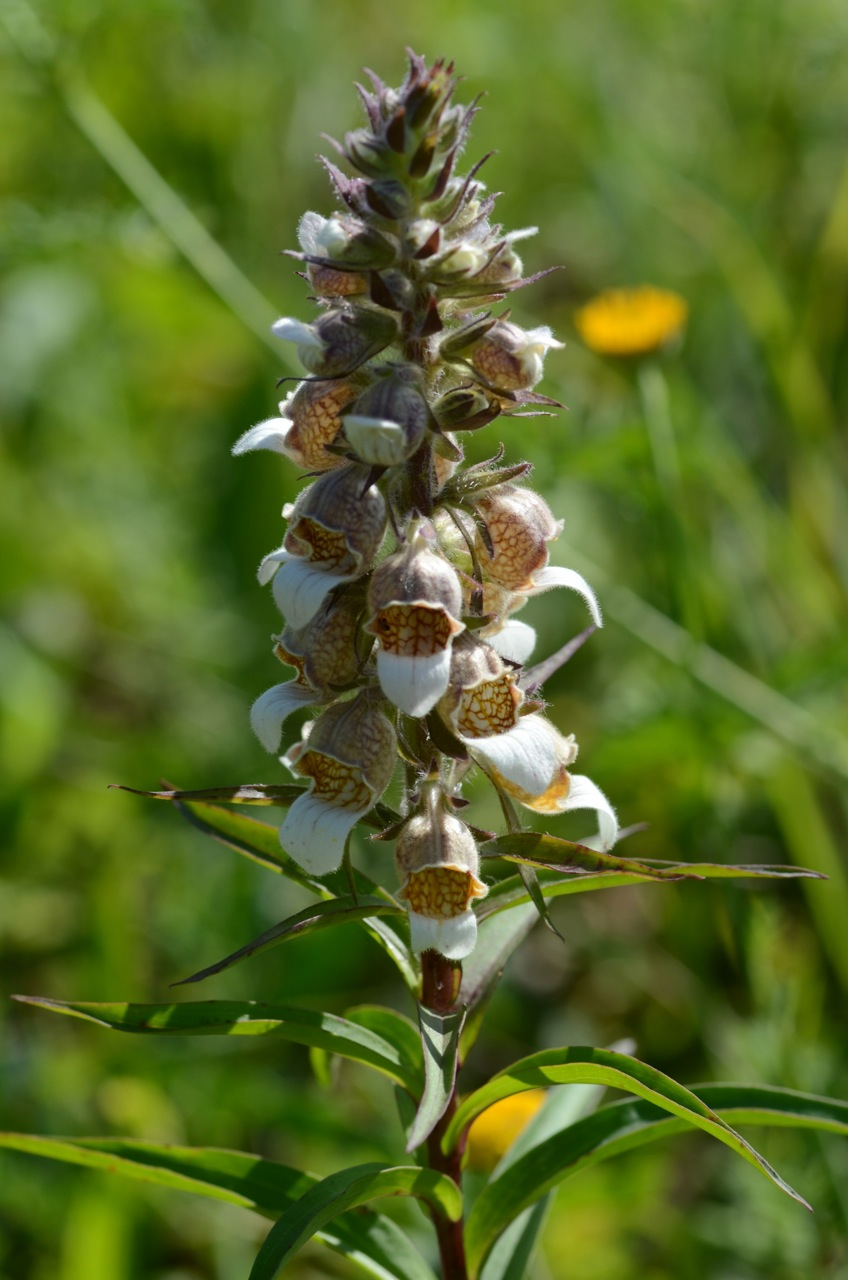
Část květenství

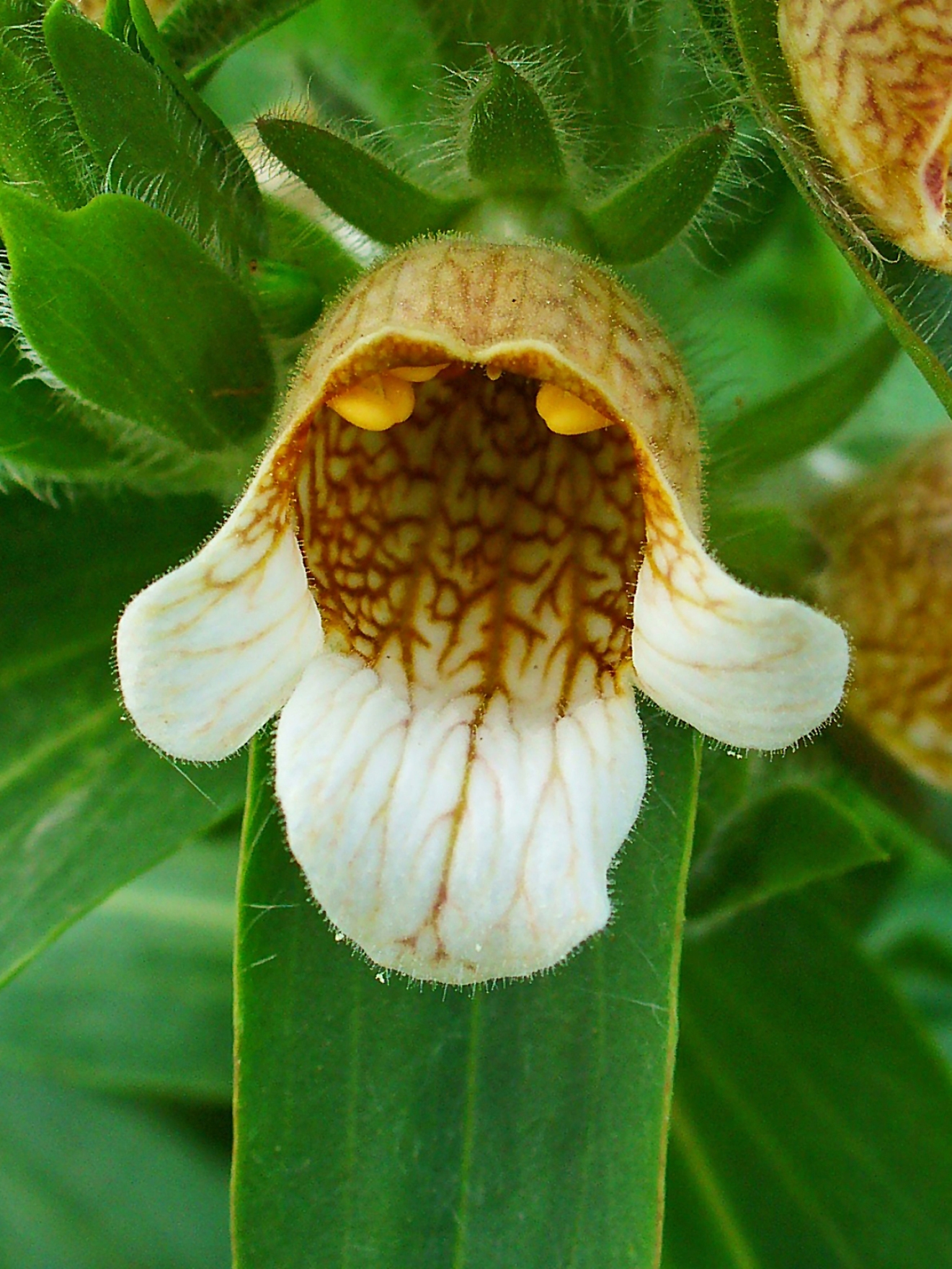
Květ

Náprstník vlnatý (Digitalis lanata) je dvouletá až krátce vytrvalá bylina vysoká 40 až 80 cm s dlouhým, přímý květenstvím s mnoha světle žlutými květy. Jeho listy obsahují obdobné, kardioaktivním glykosidy (srdce ovlivňující látky), obdobné jako ostatní v Česku rostoucí náprstníky a je vážně považován za toxickou rostlinu. Tento druh rodu náprstník není v české přírodě původní druh, je považován za lidmi importovaný a následně zdomácnělý neofyt. Byl jako léčivá i okrasná rostlina dovezen a pěstován v zahradách, odkud časem unikal do přírody, poprvé byl ve volné krajině zaznamenán již roku 1881.

## Rozšíření
Druh má geografický původ v jihovýchodní Evropě, pochází z oblastí styku jižní Evropy (Balkánský poloostrov, Bulharsko, Rumunsko) s jihozápadem Asie (Turecko), s části střední (Maďarsko) a východní Evropy (Ukrajina). Je pokládán za rostlinu rozšířenou hlavně v pbalkánsko-panonského rajónu. Druhotně byl zaveden do Rakouska a Česka, na východ Spojených států amerických i Kanady a také v Asii do Vietnamu a oblastí u západní strany Himálaje.
V české přírodě se převážně vyskytuje pouze na místech, kde byl v nedávné minulosti lidmi vysázen nebo kam byla vyvezená semena se zahradním odpadem, vyskytuje se obvykle poblíž lidských sídel. Sám se v přírodě příliš nerozšiřuje a na stanovištích neroste dlouhodobě.

## Ekologie
Náprstník vlnatý je dvouletá rostlina, která za výhodných klimatických a půdních podmínek je někdy krátce vytrvalá a kvete ještě v třetím, případně i dalším roce. Prvního roku vyrostou ze semene pouze listy v nízké růžici a teprve druhým rokem z nich vyrazí lodyha, vespod s listy a výše s listeny a květy. Rozkvétají v červnu a červenci, rostlina namnoze kvete po dobu dvaceti třech až čtyřiceti dvou až dnů. Ve své domovině většinou roste ve světlých lesích, v lesních lemech a na osluněných křovinatých stráních. Vyskytuje se zpravidla i na teplých ruderálních stanovištích, ve vinohradech, na mezích i neobdělávaných polích. Nejlépe mu vyhovují písčitohlinité půdy s dostatečnou zásobou živin, které jsou z jara dostatečně vlhké. Rostliny používané pro lékařské účely se pěstují jako jednoleté, využívají se pouze listy z růžice. Počet chromozomů 2n = 56.

## Popis
Dvouletá bylina, jenž v prvém roce vytvoří listovou růžici kopinatých, obkopinatých nebo eliptických, po obvodě celistvých listů dlouhých až 15 a širokých do 5 cm, oboustranně matně zelených a lysých, které bez poškození přežijí zimu. Druhým rokem z této růžice, rostoucí z nažloutlého, svazčitého, bohatě rozvětveného kořene, vyrazí vzpřímená lodyha, který je nevětvená, v dolní části lysá a vyroste do výšky až 80 cm. Ve spodní části je lodyha světle zelená, nažloutlá nebo purpurová, někdy mívá jen purpurové nebo hnědé tečky. Střídavě na ní vyrůstají přisedlé, mírně poklesávající, podlouhlé kopinaté, celokrajné nebo řídce zubaté listy, které jsou z obou stran lysé, matně zelené a směrem vzhůru se zmenšují a přecházejí v listeny. Všechny listy jsou přisedlé a mají zpeřenou žilnatinu, palisty se nevyskytují. Je to variabilní druh nejen ve velikosti olistění, ale i hustotě květenství.
Lodyha přechází v husté hroznovité květenství dlouhé 30 až 60 cm, které může mít sto i více květů, jež jsou 2 až 3 cm dlouhé, pětičetné, oboupohlavné a střídavě otočené do všech stran. Protandrické květy vyrůstají na krátkých chlupatých stopkách v úžlabí listenů. Kalich je až k bázi členěný v nestejně dlouhé cípy, jež jsou kopinaté a na konci ostře špičaté. Zvonkovitá, nevýrazně dvoupyská koruna je světle žlutá až bělavá s hnědou žilnatinou, uvnitř je dlouze brvitá. Její korunní trubka, dlouhá 18 až 25 mm, je v polovině délky zaškrcená, spodní část je úzká a horní kulovitě nafouknutá. Kratší horní pysk je nezřetelným dvojlaločný, výrazně delší dolní pysk je třílaločný, má 8 až 13 mm dlouhý zahnutý, bělavý střední lalok, dva boční laloky jsou krátké, stejně jako u horního pysku. Tyčinky se žlutými prašníky čnící z koruny jsou čtyři, dvě přední jsou delší, nitky všech jsou vespod ke koruně přirostlé. Svrchní semeník s mnoha opačně otočenými vajíčky nese čnělku, obvykle není delší než korunní trubka a je zakončena dvouramennou bliznou. Květy, nakvétající postupně od spodu, opylují hlavně čmeláci a větší včely. Po opylení květní koruna opadá a je již vidět drobná tobolka. Květy jsou opylovány pylem z cizích květů, protože pyl v prašnících je zralý dřív, než vajíčka v semeníku.
Plod je kuželovitá, ostře špičatá tobolka asi 1 cm dlouhá, která je žláznatě chlupatá. Je rozdělená přepážkou a obsahuje drobná, červenohnědá, eliptická, 1,5 mm velká semena, která si udržují klíčivost i osm roků. Zahnutý hrot tobolky (suchá čnělka) napomáhá k rozšíření semen, neboť se může zachytit do srstí okolo rostliny procházejících zvířat nebo i za ošacení lidí.

## Pěstování
Rostlinu lze množit výhradně generativně, semeny. Pro lékařské použití se náprstník vlnatý vysévá v prvé či druhé dekádě dubna, při teplotě půdy asi 10 °C, do hloubky 5 až 10 mm. Mladý semenáč potřebuje dostatek vláhy, později si vodu svým statným kořenem získává ve větších hloubkách. Během růstu se množství i složení léčivých glykosidů obsažených v listech mění.
Listy pro medicínské účely se sklízejí prvým rokem, za pět až šest měsíců po vyklíčení. Obvykle se odřezávají za suchého počasí počátkem října, po sejití rosy, nejlépe v časných odpoledních hodinách. Přirozeným teplem schnou jen zvolna a snadno hnědnou, proto se suší na roštech umělým teplem do 50 °C, před vlastním sušením se operou. Náprstníkové glykosidy jsou termolabilní a při nevhodných teplotách (pod 20 °C a nad 60 °C) dochází k jejich štěpení. Pro zisk semen se květní osa odřezává a dává sušit v době, kdy jsou tobolky ve spodní třetině lodyhy vyzrálé.

## Toxicita
Rostliny jsou pro obsah četných srdečních glykosidů v listech silně jedovaté, stejně jako semena. Jsou naštěstí pro většinu býložravých savců hořké a proto je nespásají. Za smrtelnou dávku pro člověka je považována konzumace dvou či třech listů, pro koně o několik více. Po nechtěném požití se otrava projevuje nevolností, intenzivním zvracením, poruchou srdečního rytmu, bradykardií, arytmií, dušností, halucinací, kolikou, poruchou zraku, křečemi a v nejtěžším případě i smrtí.

## Význam
Droga obsahuje triterpenoidní steroidní glykosidy – lanatosidy typu A, B, C, D, E s různými aglykony, např. digilanid, digitalin, digitoxin, digoxin a gitoxin. Celkový obsah různých lanatosidů je v listech asi 0,2 %, z toho je nejvíce přímo latanosidu C, asi 35 %. Mimo to jsou v listech ještě mnohé saponiny a organické kyseliny. Pro fyziologické účinky těchto látek na srdeční činnost se listy rostliny používají jako surovina pro výrobu léčiv – kardiotonik, která regulují sílu stahů srdeční svaloviny a tím ovlivňují krevní oběh. Dříve se pro tyto účely pěstoval náprstník červený, účinné látky získané z náprstníku vlnatého se ale v srdečním svalu méně kumulují, lépe se vstřebávají přes sliznici trávicí trubice, snáze se z těla vylučují a po požití rychleji účinkují. Nové poznatky o kardioaktivních glykosidech naznačují možnosti jejich využití také v léčbě rakoviny, tím by zásadním způsobem mohly ovlivnit léčbu i onkologických pacientů. V jižní Americe se inhalace těchto látek používá k léčbě astmatu. Vyloženě se nedoporučuje tuto rostlinu používat v lidovém léčitelství, v neodborných rukou se jedná se o velmi nebezpečnou bylinu.
Náprstník vlnatý se využívá i jako nenáročná dekorativní rostlina, bývá vyséván a pěstován v okrasných zahradách.